# توماس أندرسون (لاعب كرة قدم بريطاني)
توماس أندرسون (بالإنجليزية: Thomas Anderson)‏ (1916 - )، لاعب كرة قدم بريطاني في مركز مهاجم داخلي. لعب مع نادي بلاكبول.